# Статешти (Дамбовица)
Статешти (рум. Stătești) насеље је у Румунији у округу Дамбовица у општини Варфури. Oпштина се налази на надморској висини од 451 m.

## Становништво
Према подацима из 2002. године у насељу је живело 332 становника, од којих су сви румунске националности.